# Světový pohár v alpském lyžování 1999/2000
Muži:
Velký křišťálový glóbus:  Hermann Maier 2000 
| Datum        | Závod         | Disciplína  | Vítěz                     |
| ------------ | ------------- | ----------- | ------------------------- |
| 31. října    | Tignes        | Obří slalom | Hermann Maier             |
| 23. listopad | Beaver Creek  | Slalom      | Didier Plaschy            |
| 24. listopad | Beaver Creek  | Obří slalom | Hermann Maier             |
| 27. listopad | Vail          | Sjezd       | Hermann Maier             |
| 28. listopad | Vail          | Super G     | Hermann Maier             |
| 4. prosinec  | Lake Louise   | Sjezd       | Hannes Trinkl             |
| 5. prosinec  | Lake Louise   | Super G     | Hermann Maier             |
| 13. prosinec | Campiglio     | Slalom      | Finn Christian Jagge      |
| 17. prosinec | Val Gardena   | Sjezd       | Kristian Ghedina          |
| 18. prosinec | Val Gardena   | Sjezd       | Andreas Schifferer        |
| 19. prosinec | Alta Badia    | Obří slalom | Joel Chenal               |
| 21. prosinec | Kranjska Gora | Slalom      | Didier Plaschy            |
| 22. prosinec | Saalbach      | Obří slalom | Christian Mayer           |
| 8. leden     | Chamonix      | Sjezd       | Hermann Maier             |
| 9. leden     | Chamonix      | Slalom      | Angelo Weiss              |
| 9. leden     | Chamonix      | Kombinace   | Kjetil André Aamodt       |
| 15. leden    | Wengen        | Sjezd       | Josef Strobl              |
| 16. leden    | Wengen        | Slalom      | Kjetil André Aamodt       |
| 21. leden    | Kitzbuehel    | Super G     | Hermann Maier             |
| 22. leden    | Kitzbuehel    | Sjezd       | Fritz Strobl              |
| 23. leden    | Kitzbuehel    | Slalom      | Mario Matt                |
| 23. leden    | Kitzbuehel    | Kombinace   | Kjetil André Aamodt       |
| 29. leden    | Garmisch      | Sjezd       | Hermann Maier             |
| 5. únor      | Todtnau       | Obří slalom | Hermann Maier             |
| 6. únor      | Todtnau       | Slalom      | Rainer Schoenfelder       |
| 12. únor     | Sankt Anton   | Super G     | Josef Strobl              |
| 13. únor     | Sankt Anton   | Super G     | Fritz Strobl Werner Franz |
| 20. únor     | Adelboden     | Slalom      | Matjaz Vrhovnik           |
| 26. únor     | Yong Pyong    | Obří slalom | Benjamin Raich            |
| 27. únor     | Yong Pyong    | Slalom      | Matja Kunc                |
| 3. březen    | Kvitfjell     | Sjezd       | Daron Rahlves             |
| 4. březen    | Kvitfjell     | Sjezd       | Daron Rahlves             |
| 5. březen    | Kvitfjell     | Supúer G    | Kristian Ghedina          |
| 8. březen    | Kranjska Gora | Obří slalom | Christian Mayer           |
| 11. březen   | Schladming    | Slalom      | Mario Matt                |
| 11. březen   | Hinterstoder  | Obří slalom | Christian Mayer           |
| 15. březen   | Bormio        | Sjezd       | Hannes Trinkl             |
| 16. březen   | Bormio        | Super G     | Hermann Maier             |
| 18. březen   | Bormio        | Obří slalom | Benjamin Raich            |
| 19. březen   | Bormio        | Slalom      | Ole Kristian Furuseth     |

Malý křišťálový glóbus (Slalom):  Kjetil André Aamodt 598
| Datum        | Závod         | Disciplína | Vítěz                 |
| ------------ | ------------- | ---------- | --------------------- |
| 23. listopad | Beaver Creek  | Slalom     | Didier Plaschy        |
| 13. prosinec | Campiglio     | Slalom     | Finn Christian Jagge  |
| 21. prosinec | Kranjska Gora | Slalom     | Didier Plaschy        |
| 9. leden     | Chamonix      | Slalom     | Angelo Weiss          |
| 16. leden    | Wengen        | Slalom     | Kjetil André Aamodt   |
| 23. leden    | Kitzbuehel    | Slalom     | Mario Matt            |
| 5. únor      | Todtnau       | Slalom     | Rainer Schoenfelder   |
| 20. únor     | Adelboden     | Slalom     | Matjaz Vrhovnik       |
| 27. únor     | Yong Pyong    | Slalom     | Matja Kunc            |
| 11. březen   | Schladming    | Slalom     | Mario Matt            |
| 19. březen   | Bormio        | Slalom     | Ole Kristian Furuseth |

Malý křišťálový glóbus (Obří slalom):  Hermann Maier 520
| Datum        | Závod         | Disciplína  | Vítěz           |
| ------------ | ------------- | ----------- | --------------- |
| 31. října    | Tignes        | Obří slalom | Hermann Maier   |
| 24. listopad | Beaver Creek  | Obří slalom | Hermann Maier   |
| 19. prosinec | Alta Badia    | Obří slalom | Joel Chenal     |
| 22. prosinec | Saalbach      | Obří slalom | Christian Mayer |
| 5. únor      | Todtnau       | Obří slalom | Hermann Maier   |
| 26. únor     | Yong Pyong    | Obří slalom | Benjamin Raich  |
| 8. březen    | Kranjska Gora | Obří slalom | Christian Mayer |
| 11. březen   | Hinterstoder  | Obří slalom | Christian Mayer |
| 18. březen   | Bormio        | Obří slalom | Benjamin Raich  |

Malý křišťálový glóbus (Super G):  Hermann Maier 540
| Datum        | Závod       | Disciplína | Vítěz                     |
| ------------ | ----------- | ---------- | ------------------------- |
| 28. listopad | Vail        | Super G    | Hermann Maier             |
| 5. prosinec  | Lake Louise | Super G    | Hermann Maier             |
| 21. leden    | Kitzbuehel  | Super G    | Hermann Maier             |
| 12. únor     | Sankt Anton | Super G    | Josef Strobl              |
| 13. únor     | Sankt Anton | Super G    | Fritz Strobl Werner Franz |
| 5. březen    | Kvitfjell   | Super G    | Kristian Ghedina          |
| 16. březen   | Bormio      | Super G    | Hermann Maier             |

Malý křišťálový glóbus (Sjezd):  Hermann Maier 800
| Datum        | Závod       | Disciplína | Vítěz              |
| ------------ | ----------- | ---------- | ------------------ |
| 27. listopad | Vail        | Sjezd      | Hermann Maier      |
| 4. prosinec  | Lake Louise | Sjezd      | Hannes Trinkl      |
| 17. prosinec | Val Gardena | Sjezd      | Kristian Ghedina   |
| 18. prosinec | Val Gardena | Sjezd      | Andreas Schifferer |
| 8. leden     | Chamonix    | Sjezd      | Hermann Maier      |
| 15. leden    | Wengen      | Sjezd      | Josef Strobl       |
| 22. leden    | Kitzbuehel  | Sjezd      | Fritz Strobl       |
| 29. leden    | Garmisch    | Sjezd      | Hermann Maier      |
| 3. březen    | Kvitfjell   | Sjezd      | Daron Rahlves      |
| 4. březen    | Kvitfjell   | Sjezd      | Daron Rahlves      |
| 15. březen   | Bormio      | Sjezd      | Hannes Trinkl      |